# Veronal-Acetat-Puffer
Der Barbital-Acetat-Puffer, auch Veronal-Acetat-Puffer oder Michaelis-Puffer, nach Leonor Michaelis ist ein Puffersystem, das in der Klinischen Chemie eingesetzt wird. Er besteht aus Barbital (5,5-Diethylbarbitursäure-Natriumsalz), Natriumacetat und Salzsäure und puffert im Bereich von pH 3,0 bis pH 7,4.
Der Veronal-Puffer für den pH-Bereich 6,8 bis 9,2 wird  aus nur zwei Stammlösungen, einer Lösung von (5,5-Diethylbarbitursäure-Natriumsalz) und einer Salzsäure-Lösung hergestellt.
Die Stammlösungen sind stabil und können bei einer Temperatur von 4 °C einige Monate gelagert werden. Die fertige Pufferlösung ist zumindest bei neutralen pH-Werten trotz Aufbewahrung bei 4 °C anfällig für das Wachstum von Mikroorganismen und sollte frisch zubereitet werden. 
Die Ausgangssubstanz Barbital unterliegt der Betäubungsmittel-Verschreibungsverordnung.